# ファウストゥス・コルネリウス・スッラ
ファウストゥス・コルネリウス・スッラ（ラテン語: Faustus Cornelius Sulla、生年不詳 - 紀元前46年）は、共和政ローマ後期の政務官。ルキウス・コルネリウス・スッラの子で、元老院議事堂を建て直したことで知られる。

## 略歴
プルタルコスによれば、父は独裁官も務めたスッラ、母はマルクス・アエミリウス・スカウルスの元妻であるカエキリア・メテッラで、双子の女きょうだいファウスタがいる。
紀元前63年頃に、トリブヌス・ミリトゥムを務め、その前後に貨幣を鋳造している。紀元前57年にはアウグルであったことが分かっており、恐らく父の跡を継いだものと思われる。
紀元前54年にクァエストルを務めたと考えられている。紀元前52年、父スッラの拡張したクリア・ホスティリア（元老院議事堂）が、プブリウス・クロディウス・プルケルの遺体と共に焼け落ちたため、クリア・コルネリアを建設した
紀元前49年にプロクァエストル・プロ・プラエトレとなり、マウレタニアに派遣される案が当時の護民官、ルキウス・マルキウス・ピリップス (紀元前38年の補充執政官)に拒否されたため、エピルスに向かいグナエウス・ポンペイウスと合流した。マケドニアでグナエウス・ドミティウス・カルウィヌスを抑えていたが、パルサルスの戦い後アフリカに渡り、紀元前46年、ルキウス・アフラニウスと共にヒスパニアに逃げるところを捕らえられ、処刑された。